# Wirlande da Luz
Wirlande Santos da Luz (Boa Vista, 22 de julho de 1954) é um médico e político brasileiro, filiado ao Partido Republicano da Ordem Social (PROS).
É formado em medicina na Universidade Federal do Pará. Foi secretário de Saúde de Boa Vista. Presidiu o Conselho Regional de Medicina (CRM) por dois mandatos e foi diretor de proteção ao paciente da Associação Médica Brasileira.
Nas eleições de 1994, foi eleito primeiro-suplente de Romero Jucá para o Senado Federal. Foi reeleito em 2002 e 2010. Assumiu a cadeira de senador em março de 2005, cargo que ocupou até julho do mesmo ano.
Em 2016 assumiu a vaga de senador por Roraima, uma vez que Romero Jucá foi empossado Ministro do Planejamento pelo presidente interino Michel Temer. Deixou o cargo dias depois, após o afastamento de Jucá do governo.